# Bulbophyllum osyriceroides
Bulbophyllum osyriceroides là một loài phong lan thuộc chi Bulbophyllum.